# Gilbert R. Hill
Gilbert R. „Gil“ Hill (* 5. November 1931 in Birmingham, Alabama; † 29. Februar 2016 in Detroit, Michigan) war ein US-amerikanischer Polizist und Filmschauspieler auf Teilzeit.

## Werdegang
Gil Hill war Kriminal-Inspektor der Stadt Detroit im Morddezernat. Er trat darüber hinaus als Gelegenheitsschauspieler in den Filmen der Reihe Beverly Hills Cop in Erscheinung, bei denen er als Inspector Todd die Rolle des Vorgesetzten von Eddie Murphy verkörperte.
Er wurde 1989 in den Detroiter Stadtrat gewählt. 2001 trat er zur Wahl zum Bürgermeister der Stadt Detroit an, die er jedoch gegen Kwame Kilpatrick verlor.
In den 1980er Jahren war er in das Detroiter Drogen-Kartell verstrickt, auf das u. a. Auftragsmorde zurückgehen.
Mit seiner Frau Delores Hooks war er von 1955 bis zu ihrem Tod 2015 verheiratet.

## Filmografie
- 1984: Beverly Hills Cop – Ich lös’ den Fall auf jeden Fall (Beverly Hills Cop)
- 1987: Beverly Hills Cop II
- 1994: Beverly Hills Cop III